# 精原細胞
精原細胞は、精子を生産するオスの生殖細胞である精細胞の前駆体である。精祖細胞とも呼ばれる。

## 概要
この細胞は、思春期になると栄養をとって肥大し、精母細胞となる。直径は約20μm。この細胞はついで2回の成熟分裂を行うが、ふつうは第1回めの分裂で染色体が半減する（減数分裂）。成熟分裂における核の分裂様式は男女とも同じであるが、細胞質の分裂様式は男女で非常に異なっている。
精母細胞は第1回めの分裂で2個の精娘細胞となり、さらに第2回めの分裂で4個の同じ大きさの精子細胞になる。精子細胞はしだいに成熟・変形して受精能力をもった精子となる。
また、これらは3つのタイプに分けられる。
- A(d)型 - 暗い核を持ち、常に精子を供給できるように細胞が複製する。
- A(p)型 - 淡い核を持ち、有糸分裂してB型細胞となる。
- B型 - 分裂して一次精母細胞となる。

それぞれの一次精母細胞はDNAを複製し、続いて有糸分裂して2つの半数体の二次精母細胞となる。2つの二次精母細胞は、さらに有糸分裂して2つの精子細胞（半数体）となる。